# Oberea semiorbifera
Oberea semiorbifera là một loài bọ cánh cứng trong họ Cerambycidae.